# Petra Koppetsch
Petra Koppetsch (ur. 16 października 1958) – niemiecka lekkoatletka specjalizująca się w biegach sprinterskich. Reprezentowała Niemiecką Republikę Demokratyczną. 
Na arenie międzynarodowej odniosła następujące sukcesy:
| Rok  | Miejsce | Zawody                      | Konkurencja                                    | Pozycja     | Wynik                 |
| ---- | ------- | --------------------------- | ---------------------------------------------- | ----------- | --------------------- |
| 1975 | Ateny   | mistrzostwa Europy juniorów | bieg na 100 m bieg na 200 m sztafeta 4 × 100 m | złoty medal | 11,34 (w) 23,20 44,05 |

Brązowa medalistka halowych mistrzostw NRD w biegu na 60 m (1976), jak również dwukrotna medalistka mistrzostw NRD w sztafecie 4 × 100 m (złota – 1976, brązowa – 1977).
Rekordy życiowe: 
- stadion

- bieg na 100 m – 11,59 (22 sierpnia 1975, Ateny)
- bieg na 200 m – 23,09 (20 maja 1976, Drezno)
- sztafeta 4 × 100 m – 44,05 (24 sierpnia 1975, Ateny)